# IC 1327
IC 1327 — галактика типу S0-a (спіральна галактика) у сузір'ї Орел.
Цей об'єкт міститься в оригінальній редакції індексного каталогу.